# Trockenaue Neuenburg am Rhein
Die Trockenaue Neuenburg am Rhein ist ein am 9. August 2023 vom Regierungspräsidium Freiburg durch Verordnung ausgewiesenes Naturschutzgebiet auf dem Gebiet der Stadt Neuenburg am Rhein in Baden-Württemberg.

## Lage
Das 369 ha große liegt nördlich der Stadt Neuenburg und westlich der Stadtteile Zienken und Grißheim beidseits der Autobahn 5. Es umfasst trockengefallene Auewaldbestände am Oberrhein in den Distrikten Unterer Wald, Meerenkopf und Domänenwald. Ein zweites, kleineres Teilgebiet liegt etwa 9 km entfernt südwestlich des Stadtteils Steinenstadt  westlich der Autobahn auf der Höhe von Schliengen im Walddistikt Kohler. Das Schutzgebiet gehört zum Naturraum Markgräfler Rheinebene.

## Schutzzweck
Wesentlicher Schutzzweck ist gemäß Schutzgebietsverordnung „die Erhaltung, Sicherung, Entwicklung und Wiederherstellung des Gebiets als größter zusammenhängender Trockenbiotopkomplex in der durch den Rheinausbau trocken gefallenen südlichen Oberrheinebene als Lebensraum einer außergewöhnlich großen Anzahl seltener und gefährdeter, zum Teil vom Aussterben bedrohter Tier- und Pflanzenarten; [als] strukturreiche, offene und halboffene Kulturlandschaft mit einem beispielhaften Vegetationsmosaik aus lichten Wäldern, u. a. mit hochwertigen Eichenbeständen, Seggen-Eichen-Linden-Wäldern, Waldbereichen mit gut ausgebildeten Binnensäumen sowie staudenreichen Waldrändern und offenen Flächen mit Mager- und Trockenrasen sowie den daran angepassten Tier- und Pflanzenarten; [als] Lebensraum für die Europäische Wildkatze (Felis silvestris silvestris) und Teil eines wichtigen Korridors für den großräumigen Biotopverbund gemäß Generalwildwegeplan; [als] Gebiet mit landeskundlich bedeutsamen Kulturdenkmalen; [als] Objekt für Wissenschaft, Forschung und Landeskunde; [sowie als] Naturraum von besonderer Vielfalt, Eigenart, Seltenheit und Schönheit.“ 
Ein weiterer Schutzzweck ist auch die Erhaltung und Entwicklung der in dem Gebiet vorkommenden Lebensraumtypen nach Anhang I der FFH-Richtlinie, der wild lebenden Tiere und Pflanzen entsprechend Anhang II der FFH-Richtlinie sowie der im Gebiet vorkommenden Arten nach Anhang I der Vogelschutzrichtlinie.

## Geschichte
Teile des Naturschutzgebiets standen bereits früher unter Naturschutz: Das Naturschutzgebiet Rheinwald Neuenburg wurde bereits 1968 ausgewiesen, das Naturschutzgebiet Sandkopf folgte 1983. Beide Schutzgebiete wurden mit der Neuverordnung im Jahr 2023 aufgelöst.

## Zusammenhängende Schutzgebiete
Im Naturschutzgebiet liegt der Schonwald Rheinwald Neuenburg-Käfigecken. Das Naturschutzgebiet ist überdies Teil des FFH-Gebiets Markgräfler Rheinebene von Neuenburg bis Breisach und des Vogelschutzgebiets Rheinniederung Neuenburg - Breisach.